# Torre San Giorgio
Torre San Giorgio – miejscowość i gmina we Włoszech, w regionie Piemont, w prowincji Cuneo.
Według danych na rok 2004 gminę zamieszkiwały 672 osoby, 134,4 os./km².